# Michael Lederer (Autor)
Michael Lederer (* 9. Juli 1956 in Princeton, New Jersey) ist ein amerikanischer Autor verschiedener Romane und Kurzgeschichten sowie ein Dichter und Verfasser von Theaterstücken, der in Berlin lebt. Die Welt ernannte ihn zum „wahren Archäologen unter den großen amerikanischen Schriftstellern.“ Er ist ebenfalls der Gründer und künstlerische Leiter des Dubrovnik-Shakespeare-Festivals in Dubrovnik, Kroatien.

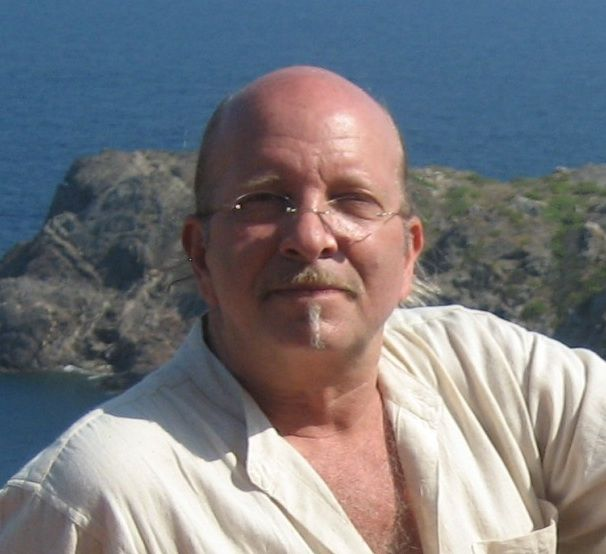
Michael Lederer

## Leben und Werk

### Kindheits- und Jugendjahre
Michael Lederer wurde in Princeton, New Jersey, geboren, wo sein Vater, Ivo Lederer, zeitgenössische russische und osteuropäische diplomatische Geschichte an der Universität Princeton unterrichtete. Sein Vater stammte aus der Gegend, die zum heutigen Kroatien gehört. 1957 siedelte seine Familie nach New Haven in Connecticut aus. 1965 fand erneut ein Umzug der gesamten Familie nach Palo Alto in Kalifornien statt. Lederer besuchte die Palo-Alto-Schule und legte 1974 sein Abitur an der Henry M. Gunn-Highschool ab.
Von 1975 bis 1977 lebte Lederer in einem Tipi-Zelt in einer Hippie-Kommune mit dem Namen „Das Land in den Santa Cruz-Bergen“ in Kalifornien. Die Gemeinschaft wurde von Joan Baez als Institut zur Erforschung von Nicht-Gewalt gegründet. Ein ausführliches Interview mit Lederer über seine Zeit im „Land“ ist auf der Website von The Land zu finden.
Von 1977 bis 1981 studierte Lederer an der Universität Binghamton in New York und erreichte einen Abschluss als Magister in Theaterwissenschaften.
1982–1984 arbeitete Lederer als Schauspieler und spielte zahlreiche Hauptrollen bei TheatreWorks in Palo Alto, Californien.

### Beruflicher Werdegang
Zwischen 1984 und 1985 verfasste Lederer seinen ersten Roman Nichts ist mehr für die Ewigkeit in La Herradura, einem südspanischen Fischerdorf, in das es ihn damals verschlagen hatte. Die Geschichte schildert das Schicksal einer Familie, die zu entscheiden hat, ob sie bereit ist, ihren kleinen Bauernhof an einen Immobilienmakler zu verkaufen. Nothing lasts forever anymore wurde 1999 in Cadaqués von einem kleinen Verlag namens Parsifal Ediciones unter dem Titel Ya nada dura eternamente veröffentlicht. 2001 rezensierte der katalanische Schriftsteller David Marti das Buch in der französischen Literaturzeitschrift Remanences die Geschichte wie folgt: „Bisher ist es noch niemandem so gut wie Michael Lederer geglückt, die Ruhe unseres Lebens und unsere Träume an der Küste des zugleich zerbrechlichen und mächtigen Mittelmeers heraufzubeschwören.“ Im März 2013 wurde Nothing lasts forever anymore in einer überarbeiteten Ausgabe in englischer und deutscher Sprache durch den Verlag PalmArt Press in Berlin herausgegeben und anlässlich der Leipziger Buchmesse vorgestellt. Der deutsche Titel lautet Nichts ist mehr für die Ewigkeit.
1986–1993 arbeitete Lederer erneut als Schauspieler in San Francisco. In dieser Zeit arbeitete er außerdem als Chef-Katalogisierer bei William P. Wreden, einer der bekanntesten amerikanischen Firmen für seltenen Bücher und Manuskripte.
1993 zog Lederer nach New York, wo er als stellvertretender Direktor in der Stuart Levy Kunstgalerie arbeitete.
1998 war Lederer Mitbegründer des Safe-Haven-Museums in Oswego (New York). Das Museum rekonstruiert die Reise der einzigen Gruppe jüdischer Flüchtlinge aus Europa, die während des Zweiten Weltkriegs Aufnahme in die USA gefunden hatte. Zu den 982 Flüchtlingen zählte neben seiner Tante und seinen Großeltern auch Lederers Vater, der in Zagreb (Jugoslawien) geboren wurde. Unmittelbar nach ihrer Ankunft mit dem Schiff im Hafen von New York wurden die Flüchtlinge in ein Flüchtlingslager gebracht, das sich damals am heutigen Standort des Museums befand. Die Geschichte der 982 Flüchtlinge wird in dem 2001 gedrehten Film Haven mit Natasha Richardson und Hal Holbrook in den Hauptrollen gezeigt.
Von 1997 bis 1999 gründete Lederer die Sir-George-Downing-Manuskriptsammlung aus dem 17. Jahrhundert an der Harvard-Universität.
Lederer ist ein Mitglied der Künstlerhof-Gruppe Berlin. Er ist Mitglied auf Lebenszeit beim National Arts Club in New York City und Mitglied des Theaterclubs Players Club, ebenfalls in New York City.

### Dubrovnik-Shakespeare-Festival
2009 gründete Lederer das Dubrovnik-Shakespeare-Festival in Dubrovnik (Kroatien), auf dem u. a. Stücke von Shakespeare, Arthur Conan Doyle, Marin Drzic und Daniel Foley gespielt werden. In der Absicht, Dubrovnik daheim und im Ausland zu fördern, war die erste Wandervorstellung, die das DSF organisierte, Lederers eigenes Stück Mundo Overloadus. Mundo Overloadus wurde 2010 ebenfalls im Performance Space 122 in East Village (New York) aufgeführt. In Beating the Global Odds fasst Paul A. Laudicina Lederers Stück mit folgendem Zitat zusammen: „Stell dir vor, du würdest am Ende das gesamte Wissen der menschlichen Zivilisation aus dem Effeff kennen und kämst zu dem Schluss, dass es dir eigentlich nichts als Migräne bereitet. Michael Lederer, ein amerikanischer Schriftsteller, der in Berlin und in Dubrovnik (Kroatien) lebt, bezeichnet dies als Mundo Overloadus, so lautet der Titel des in New York uraufgeführten Stückes.“
Der kroatische Präsident (und Komponist) Ivo Josipović, die Direktorin Irina Brook und der Künstler Genia Chef zählten mit zu den Personen, die sich dafür eingesetzt haben, das Dubrovnik-Shakespeare-Festival aus der Taufe zu heben. Das Festival wird von der Stadt Dubrovnik, der Regierung von Kroatien und Privatsponsoren aus dem Bereich Tourismus unterstützt. Das DSF gestaltet auch in Kooperation mit dem Marin-Drzik-Museum Dubrovnik ein eigenes Museumsprogramm.

### Das große Spiel
Das große Spiel, eine Sammlung von Lederers Kurzgeschichten und Sonetten, wurde 2012 in Berlin von PalmArt Press in Englisch und in Deutsch veröffentlicht. Das Buch wurde bei der Buchmesse in Leipzig vorgestellt. Die Berliner Morgenpost bezeichnete Das große Spiel als … „wunderbar ironisch …. eine hervorragende Chronik über Verlust, in der uns Charaktere gezeigt werden, die durch das Raster unserer zunehmend vernetzten Welt gefallen sind.“ Die Welt schrieb: „In diesen Erzählungen spielen kleine Dramen und große Komödien – ganz nach dem Shakespeare’schen Motto aus „König Lear“, dass sich „das Schlimmste“ am Ende immer „in Gelächter“ kehre. Hierbei handelt es sich um faszinierende Ausgrabungen, Michael Lederer ist ein wahrer Archäologe unter den großen amerikanischen Schriftstellern.“
Der amerikanische Dramatiker John Guare schrieb über Das große Spiel, dass „Michael Lederer mit der Intensität einer alten Seele schreibt, die am Lagerfeuer sitzt und sich eine leidenschaftliche Geschichte nach der anderen zusammenspinnt, um die Winternacht aufzuheizen. Ein wahrer Genuss!“ Der russische Romanautor Vladimir Sorokin kommentierte, dass es … „in den Geschichten von Michael Lederer so wäre, als habe der Autor mit Absicht und in aller Gründlichkeit ein zartes Gebäude errichtet, um es dann vor den Augen des Betrachters wieder mit einer einzigen groben Bewegung zu zerstören. Die dabei zurückbleibenden Ruinen sind faszinierend.“

### Cadaques
Im Februar 2014 veröffentlichte PalmArtPress Lederers ersten längeren Roman, Cadaques als englische und deutsche Version. Der Roman wurde von der amerikanischen Botschaft in Berlin als Teil ihrer Literaturserie 2014 ausgewählt.
Cadaques erzählt die Geschichte des amerikanischen Schriftstellers Cal, der sich einen Sommer lang in dem spanischen Fischerdorf Cadaques dem Alkoholexzess hingibt, gemeinsam mit Künstlern und Schriftstellern aus aller Welt, die dem verblassten Glanz der großen Surrealisten nachtrauern. Cal beginnt eine stürmische Beziehung mit der schönen Layla, die ihn schließlich jedoch wegen seiner Sucht verlässt. Erst durch diesen Tiefpunkt gelingt es Cal letztendlich in Berlin den Kampf gegen den Dämon Alkohol aufzunehmen.
Michael Kreisel, vom Magazin InKultura, schreibt in der Buchbesprechung: „Michael Lederer erzählt mit literarischer Wucht die Geschichte eines Sommers, die, obwohl himmelhoch jauchzend begonnen, doch mit einem tiefen, sehr tiefen Absturz endet. Cadaqués ist ein Roman über eine Generation von selbst ernannten und mäßig bis kaum erfolgreichen Künstlern, die sich zwar im Mythos Cadaqués kommod eingerichtet haben und sich als legitime Nachfolger der ehemaligen in diesem Ort lebenden Kunstgrößen verstehen, ihre Zeit jedoch damit verbringen, mögliches Potential und künstlerische Kreativität zu verschwenden und anstelle dessen weitestgehend in einer Sphäre des Konjunktiv leben.“

## Privatleben
1982 heiratete Lederer seine erste Ehefrau Judy, der gemeinsame Sohn Nicholas wurde 1988 geboren.
Lederer lebt seit 1998 in Berlin. Er und seine polnischstämmige Ehefrau Katarina wohnen außerdem in Dubrovnik (Kroatien) und Cadaqués (Spanien).